# Formuladeildin 2013
La Formuladeildin 2013 (detta anche Effodeildin per motivi di sponsorizzazione) è stata la 71ª edizione del campionato faroese di calcio. La stagione è iniziata il 9 marzo e si è conclusa il 26 ottobre. L'HB Tórshavn ha vinto il titolo per la 22ª volta.

## Formula
Le 10 squadre partecipanti si affrontano tre volte, per un totale di 27 giornate.

La squadra campione delle Isole Fær Øer ha il diritto a partecipare alla UEFA Champions League 2014-2015 partendo dal primo turno preliminare.

La vincitrice della Coppa nazionale è ammessa alla UEFA Europa League 2014-2015 partendo dal secondo turno preliminare.

Le squadre classificate al secondo e terzo posto sono ammesse alla UEFA Europa League 2014-2015 partendo dal primo turno preliminare.

Le ultime due classificate retrocedono direttamente in 1. deild.

## Squadre partecipanti
07 Vestur e AB Argir sono state promosse al posto delle retrocesse B68 Toftir e Suðuroy.
| Club            | Città        | Stadio              | Posizione 2012       |
| --------------- | ------------ | ------------------- | -------------------- |
| 07 Vestur       | Sørvágur     | á Dungasandi        | 1º posto in 1. deild |
| AB Argir        | Argir        | Blue Water Arena    | 2º posto in 1. deild |
| B36 Tórshavn    | Tórshavn     | Stadio Gundadalur   | 6º posto             |
| EB/Streymur     | Streymnes    | Við Margáir         | Campione             |
| HB Tórshavn     | Tórshavn     | Stadio Gundadalur   | 3º posto             |
| ÍF Fuglafjørður | Fuglafjørður | Fløtugerði          | 2º posto             |
| KÍ Klaksvík     | Klaksvík     | Djúpumýra           | 4º posto             |
| NSÍ Runavík     | Runavík      | Stadio Runavík      | 7º posto             |
| TB Tvøroyri     | Tvøroyri     | Stadio Trongisvágur | 8º posto             |
| Víkingur Gøta   | Norðragøta   | Stadio Serpugerði   | 5º posto             |

## Classifica
|                    | Pos. | Squadra         | Pt | G  | V  | N  | P  | GF | GS | DR  |
| ------------------ | ---- | --------------- | -- | -- | -- | -- | -- | -- | -- | --- |
| Fær Øer (bandiera) | 1.   | HB Tórshavn     | 54 | 27 | 16 | 6  | 5  | 68 | 34 | +34 |
|                    | 2.   | ÍF Fuglafjørður | 49 | 27 | 14 | 7  | 6  | 55 | 48 | +7  |
|                    | 3.   | B36 Tórshavn    | 46 | 27 | 12 | 10 | 5  | 48 | 35 | +13 |
|                    | 4.   | NSÍ Runavík     | 45 | 27 | 13 | 6  | 8  | 54 | 47 | +7  |
|                    | 5.   | EB/Streymur     | 41 | 27 | 12 | 5  | 10 | 55 | 36 | +19 |
|                    | 6.   | Víkingur Gøta   | 41 | 27 | 12 | 5  | 10 | 41 | 42 | -1  |
|                    | 7.   | AB Argir        | 31 | 27 | 9  | 4  | 14 | 36 | 48 | -12 |
|                    | 8.   | KÍ Klaksvík     | 28 | 27 | 6  | 10 | 11 | 54 | 55 | -1  |
|                    | 9.   | TB Tvøroyri     | 23 | 27 | 5  | 8  | 14 | 27 | 48 | -21 |
|                    | 10.  | 07 Vestur       | 14 | 27 | 3  | 5  | 19 | 25 | 70 | -45 |

Legenda:

      Campione delle Isole Fær Øer e ammessa alla UEFA Champions League 2014-2015

      Ammesse alla UEFA Europa League 2014-2015.

      Retrocesse in 1. deild 2014

## Risultati
|                 | 07V     | AB      | B36     | EBS     | HB      | ÍF      | KÍ      | NSÍ     | TB      | Vík     |
| --------------- | ------- | ------- | ------- | ------- | ------- | ------- | ------- | ------- | ------- | ------- |
| 07 Vestur       | ––––    | 1-1 0-3 | 0-3 1-4 | 0-2     | 1-2     | 1-3     | 2-1     | 1-1 2-4 | 4-1 2-1 | 0-1     |
| AB Argir        | 2-0     | ––––    | 3-2     | 3-1 0-3 | 1-3 2-1 | 0-1     | 1-3 0-1 | 2-3 3-1 | 2-1     | 3-1     |
| B36 Tórshavn    | 0-0     | 1-1 2-1 | ––––    | 2-0     | 3-3     | 2-2 1-2 | 2-1     | 3-1     | 1-1 2-1 | 4-0 3-2 |
| EB/Streymur     | 4-0     | 6-0     | 4-1 1-2 | ––––    | 2-0     | 1-2 5-0 | 4-3     | 5-1     | 2-2 3-0 | 0-0 0-2 |
| HB Tórshavn     | 0-0 6-0 | 5-1     | 1-1 2-2 | 2-0 4-0 | ––––    | 0-0     | 3-0     | 3-2     | 3-0 1-0 | 3-0 1-3 |
| ÍF Fuglafjørður | 3-1 3-2 | 2-1 3-2 | 1-3     | 2-2     | 0-2 3-1 | ––––    | 3-3 3-1 | 3-3 3-1 | 4-3     | 2-1     |
| KÍ Klaksvík     | 5-2 7-1 | 1-1     | 1-1 0-2 | 1-1 3-3 | 3-4 3-3 | 2-2     | ––––    | 1-1     | 3-0 2-3 | 1-2     |
| NSÍ Runavík     | 2-1     | 1-1     | 1-0 4-0 | 2-0 1-0 | 0-4 4-2 | 3-2     | 2-3 4-3 | ––––    | 0-0     | 3-0     |
| TB Tvøroyri     | 2-0     | 2-0     | 0-0     | 0-2     | 1-5     | 2-2 0-1 | 1-1     | 0-0 1-4 | ––––    | 1-0 1-1 |
| Víkingur Gøta   | 2-2 3-1 | 1-0 0-2 | 1-1     | 3-0     | 2-4     | 3-2 2-1 | 1-1 3-0 | 2-1 2-4 | 3-1     | ––––    |

## Classifica marcatori
| Gol |  |  | Giocatore           | Squadra         |
| --- |  |  | ------------------- | --------------- |
| 21  |  |  | Klæmint Olsen       | NSÍ Runavík     |
| 20  |  |  | Páll Klettskard     | KÍ Klaksvík     |
| 16  |  |  | Finnur Justinussen  | Víkingur Gøta   |
| 16  |  |  | Leif Niclasen       | EB/Streymur     |
| 14  |  |  | Clayton             | ÍF Fuglafjørður |
| 12  |  |  | Łukasz Cieślewicz   | B36 Tórshavn    |
| 12  |  |  | Øssur Dalbúd        | ÍF Fuglafjørður |
| 11  |  |  | Fróði Benjaminsen   | HB Tórshavn     |
| 10  |  |  | Adeshina Lawal      | B36 Tórshavn    |
| 9   |  |  | Álvur Christiansen  | KÍ Klaksvík     |
| 9   |  |  | Christian Mouritsen | HB Tórshavn     |
| 9   |  |  | Símun Samuelsen     | HB Tórshavn     |
| 9   |  |  | Heini Vatnsdal      | HB Tórshavn     |

## Verdetti
- Campione delle Isole Fær Øer:  HB Tórshavn
- In UEFA Champions League 2014-2015:  HB Tórshavn (al primo turno di qualificazione)
- In UEFA Europa League 2014-2015:  ÍF Fuglafjørður,  B36 Tórshavn e  Víkingur Gøta[1]
- Retrocesse in 1. deild:  TB Tvøroyri e  07 Vestur